# Karl Hermann Klaiber
Karl Hermann Klaiber (* 8. Mai 1835 in Stuttgart; † 8. März 1896 in Hirsau) war ein württembergischer lutherischer Pfarrer und Heimatforscher.

## Leben
Klaibers Vater M. Gottfried Klaiber war Professor am Eberhard-Ludwigs-Gymnasium in Stuttgart. Die Mutter Marie war eine Schwester des Dichters Wilhelm Hauff. Er besuchte zunächst das Eberhard-Ludwigs-Gymnasium in Stuttgart und von 1853 bis 1857 das evangelische Seminar in Tübingen, weil er Geistlicher werden wollte. Im Anschluss an das Studium war er zunächst neun Jahre als Vikar und Pfarrverweser in Unterlenningen, Nabern, Ruit, Waldenbuch, Plochingen, Stuttgart und Böblingen tätig. Während dieser Zeit war er zwischen 1859 und 1861 in Rom Prediger und Hauslehrer. 1866 wurde er Pfarrer in Weiler bei Weinsberg, 1874 in Wurmberg und wurde zum Doktor der Philosophie promoviert.
Zum 14. Januar 1885 konnte Klaiber eine neue Stelle als Pfarrer von Hirsau und Ottenbronn aufnehmen. Hier hatte er Zeit, seinen bereits in Rom begonnenen kunst- und geschichtswissenschaftlichen Studien nachzugehen. Sein besonderes Interesse galt den Ruinen des Klosters Hirsau, wo er Vermessungen vornahm und Ausgrabungen durchführen ließ. Bei den Renovierungsarbeiten an der Marienkapelle 1881–1892 entdeckte man den Grabstein mit Bildnis des Erbauers Abt Johannes Hannßmann († 1524). Auf Klaiber geht auch die Ersetzung des spätgotischen Brunnens im Kreuzgang (der auf herzoglichen Befehl nach Teinach gebracht wurde) 1892 durch einen neuen Dreischalenbrunnen zurück. Aber auch für den Erhalt und Restaurierung der Aureliuskirche setzte er sich ein. Dafür, dass er nachweisen konnte, dass der hier 1892 gefundene Steinsarg die erste Begräbnisstätte von Herzog Berthold I. von Zähringen († 1078) war, wurde ihm durch Großherzog Friedrich von Baden das Ritterkreuz I. Klasse mit Eichenlaub des Orden vom Zähringer Löwen verliehen.
Klaiber verstarb nach schwerer Krankheit am 8. März 1896 in Hirsau.

## Veröffentlichungen (Auswahl)
- Henri Arnaud, Pfarrer und Kriegsoberster der Waldenser: ein Lebensbild, Stuttgart 1880.
- Urkundliche Geschichte der reformirten Gemeinden Cannstatt, Stuttgart, Ludwigsburg: von den ältesten Zeiten bis auf die Gegenwart; ein Beitrag zur Geschichte der reformirten Kirche in Württemberg, Stuttgart 1884.
- Das Kloster Hirsau. Für Geschichts- Altertums- Kunst- und Naturfreunde geschildert, Tübingen 1886.